# Tossage
Pour les articles homonymes, voir Slamming.

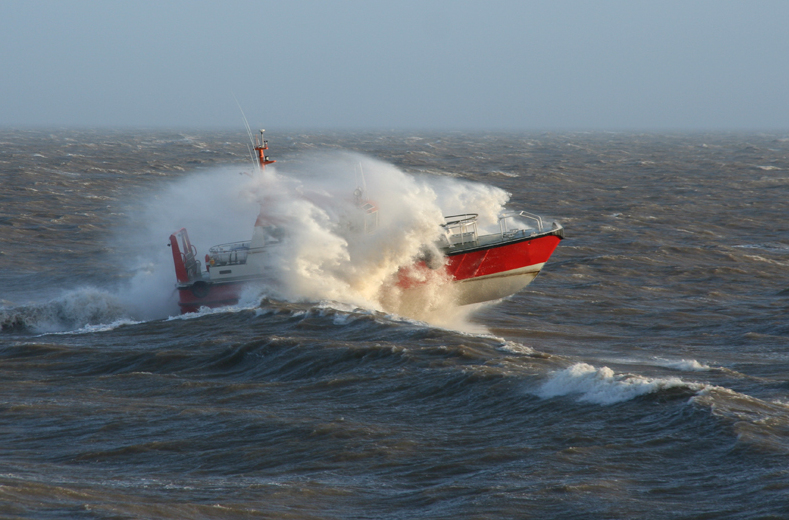
Bateau sur l'île de Barry

Le tossage, parfois plus connu sous son nom anglais de slamming, décrit un mouvement d'un bateau lorsque l'étrave de celui-ci a tendance à effectuer des mouvements verticaux brutaux et à taper dans les vagues ; le choc peut endommager la structure du navire et augmente les probabilités de mal de mer pour l'équipage et les passagers.
Le tossage apparaît plus particulièrement lorsque les vagues sont prises de face et survient sur les coques très plates à l'avant (barges, yachts à moteur) ou au contraire sur les coques très fines et très rapides qui sont plus susceptibles au tangage : les frégates sont particulièrement concernées par ce problème.
La simulation numérique du tossage est rendue compliquée par la présence de mouvements irréguliers et à plus hautes fréquences que les vagues générées par le passage de la coque dans l'eau.